# Clase Sa'ar 4
Los buques de la clase Sa'ar 4 o clase Reshef son un tipo de barcos lanzamisiles y lanchas rápidas de ataque, construidas en los astilleros navales de la empresa Israel Shipyards, para la marina de Israel, diseñados según la experiencia acumulada en la operación de la clase Sa'ar 3.
El primer enfrentamiento en combate de los Sa'ar 4, tuvo lugar en octubre de 1973 durante la guerra de Yom Kipur. Durante este conflicto, dos buques Sa'ar 4, mantuvieron enfrentamientos mediante misiles con buques y objetivos en tierra de Egipto y Siria.

## Variantes
La clase Warrior  (conocida antes de la caída del apartheid como clase Minister) en servicio en la Armada de Sudáfrica, son buques de la clase Sa'ar 4 modificados para ataque rápido. En 1974, se firmó un contrato con Israelí Defence Industries para la construcción de buques de la clase Reshef modificados Haifa en los astilleros Israelí Shipyards. Otras tres unidades, debían construirse en los astilleros Sandock Austral de Durban, Sudáfrica, con otros tres previstos para los años siguientes. La imposición del embargo international de venta de armas a Sudáfrica el 4 de noviembre de 1977 forzó a que el proyecto, se llevara a cabo bajo una cobertura de alta seguridad. La variante sudafricana, está equipada con misiles Gabriel, conocidos como 'Scorpion', y portan dos Oto Melara y un Phalanx CIWS.
En el año 2000, dos de los buques de la marina de Israel, fueron vendidos a la armada Sri Lanka, donde conforman la clase Nandimithra. No se tiene certeza de que estos buques, conserven los misiles Harpoon, aunque si retienen los misiles Gabriel
La guardia costera griega, utiliza tres patrulleras Sa'ar 4 armadas únicamente con un cañón de 30 mm Sobre la cubierta, en el espacio normalmente reservado para los misiles, se ha instalado una grúa.
La Armada de Chile ha desembarcado parte de los lanzadores de misiles Gabriel Mk-2 reemplazándolos con dos montajes dobles de misiles Exocet MM-40 Block II.

## Buques de la clase
- INS Reshef: Vendida a Chile en 1997; Rebautizada Angamos.
- INS Keshet: Vendida a Chile en 1981; Rebautizada Chipana.
- INS Romach: Vendida a Chile en 1979; Rebautizada Casma
- INS Kidon: Desensamblada. Varios sistemas fueron montados sobre un casco clase Sa'ar 4.5 en 1994. el antiguo casco, fue hundido como memorial.
- INS Tarshish: Desensamblada. Varios sistemas fueron montados sobre un casco clase Sa'ar 4.5. En 1997 el antiguo casco, fue vendido a chile como Papudo
- INS Yaffo: Desensamblada. Varios sistemas fueron montados sobre un casco clase Sa'ar 4.5 en 1998.
- INS Nitzachon: Reconvertida para uso antisubmarino; activo
- INS Atzmaut: Reconvertida para uso antisubmarino; activo
- INS Moledet: Vendida a Sri-Lanka en 2000; Rebautizada SLNS Suranimala
- INS Komemiyut: Vendida a Sri-Lanka en 2000; Rebautizada SLNS Nandimitra
- SAS Galeshewe (P1567), ex-Hendrik Mentz
- SAS Job Maseko (P1568), ex-Kobie Coetsee
- SAS Makhanda (P1569), ex-Magnus Malan